# Corte Suprema de Justicia de Guatemala
La Corte Suprema de Justicia (CSJ) es el más alto tribunal de justicia de Guatemala. Puede conocer todos los asuntos judiciales que le competen de conformidad con la ley y, como tribunal de superior jerarquía, su jurisdicción se extiende a toda la República. Su sede se encuentra en el Palacio de Justicia, Zona 1 de la ciudad de Guatemala. El actual Presidente del Organismo Judicial es Teodulo Cifuentes.

## Marco legal
El marco legal por el cual se rige la Corte Suprema de Justicia es el siguiente:
- Constitución Política de la República de Guatemala, artículos 203-222.
- Ley del Organismo Judicial, Decreto Número 2-89 del Congreso de la República de Guatemala.
- Reglamento General de los Tribunales, Acuerdo Número 36-2004 de la Corte Suprema de Justicia.

## Sesiones
El Pleno de la Corte Suprema de Justicia se reúne en sesiones ordinarias y extraordinarias, para la resolución de los asuntos que sean de su competencia.

### Sesiones ordinarias
Ordinariamente, por lo menos, una vez por semana, en el día y hora en que haya sido convocado por el presidente del Organismo Judicial y de igual manera para las sesiones extraordinarias. 

### Sesiones extraordinarias
Los magistrados serán convocados de carácter extraordinario por el presidente de la Corte Suprema del  Presidente de cada época, cuando algún asunto urgente lo haga sin permisos

## Funciones
Sus funciones abarcan lo propiamente jurisdiccional y lo administrativo; sin embargo, la Ley del Organismo Judicial en su Artículo 52 establece que la función jurisdiccional corresponde a la Corte Suprema de Justicia y a los demás tribunales, y las funciones administrativas del Organismo Judicial corresponden a la Presidencia de dicho Organismo y a las direcciones y dependencias administrativas subordinadas a la misma. El Presidente de la Corte Suprema de Justicia preside también el Organismo Judicial.
La Constitución Política de la República y la Ley del Organismo Judicial establecen dentro de las funciones administrativas de la Corte Suprema de Justicia, como órgano superior de la administración del Organismo Judicial, entre otras, las siguientes: 
a) Formular el presupuesto del ramo (Arto. 213 de la Constitución).
b) Nombrar a los jueces, secretarios y personal auxiliar (Arto. 209 de la Constitución).
c) Emitir las normas que le corresponda en materia de sus funciones jurisdiccionales, así como en relación con el desarrollo de las actividades que le confiere la Constitución y la Ley del Organismo Judicial; (Arto. 54 Literal F, de la Ley del Organismo Judicial).
d) Asignar la competencia de los tribunales.
e) Establecer tasas y tarifas de los servicios administrativos que se presten (Arto. 54 Literal N de la Ley del Organismo Judicial). 
f) Ejercer la iniciativa de ley (Arto. 54, Literal J, de la Ley del Organismo Judicial).

### Funciones administrativas
Las funciones administrativas de la Corte Suprema de Justicia son las siguientes:
a) Ser el órgano superior de la administración del Organismo Judicial.
b) Informar al Congreso de la República, con suficiente anticipación de la fecha en que vence el período para el que fueron elegidos los Magistrados de la Corte Suprema de Justicia y de las Cortes de Apelaciones, así como de las vacantes que se produzcan, para la convocatoria de la Comisión de Postulación a que se refiere la Constitución Política de la República.
c) Tomar protesta de administrar pronta y cumplida justicia a los Magistrados y Jueces, previamente a desempeñar sus funciones.
d) Nombrar, permutar, trasladar, ascender, conceder licencias, sancionar y remover a los Jueces; así como a los Secretarios y personal auxiliar de los tribunales que le corresponda. La remoción de un juez procede: cuando se observe conducta incompatible con la dignidad aneja a la judicatura; cuando la Corte Suprema por votación acordada en mayoría absoluta del total de sus miembros, estime que la permanencia del Juez en el ejercicio de su cargo es inconveniente para la administración de justicia; y en los casos de delito flagrante.
e) La Suspensión de los jueces será acordada por períodos no mayores de treinta días, para proceder a investigar una conducta del Juez de que se trate cuando tal conducta sea sospechosa de negligencia, ilegalidad, salvo el caso de antejuicio.
f) Solicitar al Congreso de la República, la remoción de los Magistrados de la Corte de Apelaciones y demás tribunales colegiados, por los mismos casos, forma y condiciones en los que procede la remoción de los Jueces. El Congreso de la República decidirá en sesión ordinaria, sobre la remoción que le hubiere sido solicitada, en la misma forma y procedimiento de cuando se elige.
g) Emitir los reglamentos, acuerdos y órdenes ejecutivas que le corresponden conforme a la ley, en materia de las funciones jurisdiccionales confiadas al Organismo Judicial, así como en cuanto al desarrollo de las actividades que le confiere la Constitución Política de la República de Guatemala y esta Ley. Los reglamentos y acuerdos deben ser publicados en el diario oficial.
h) Aprobar el Presupuesto de Ingresos y Egresos del Organismo Judicial, treinta días antes del inicio de su vigencia, debiendo informar de ello al Congreso de la República, será anual, coincidiendo con el año fiscal. Podrá modificar el Presupuesto originalmente aprobado por razones de conveniencia al servicio de administración de justicia, a que está obligado prestar. Podrá establecer mecanismos que permitan la agilización de la ejecución presupuestaria, para la pronta y cumplida administración de justicia.
i) Cuidar que la conducta de los Jueces y Magistrados sea la que corresponde a las funciones que desempeñan y con ese objeto dictar
medidas o resoluciones disciplinarias.
j) Conceder licencia al Presidente hasta por dos meses; a los Magistrados del mismo Tribunal cuando exceda de quince días; y asimismo a los demás Magistrados cuando exceda de treinta días. En casos especiales podrá prorrogarse ese tiempo a criterio de la Corte Suprema de Justicia. Las licencias por períodos menores deberán ser concedidas por el presidente.
k) Ejercer la iniciativa de ley, formulando los proyectos.
l) Asignar a cada Sala de la Corte de Apelaciones los Tribunales de Primera Instancia cuyos asuntos judiciales debe conocer.
m) Distribuir los cargos de los Magistrados que deban integrar cada tribunal colegiado, al ser electos.
n) Cuando lo considere conveniente o a solicitud de parte interesada, pedir informe sobre la marcha de la administración de justicia y si procediere, dictar medidas disciplinarias o de otra naturaleza que sean pertinentes.
ñ) Establecer tasas y tarifas de los servicios administrativos que se prestaren.
o) Establecer sistemas dinámicos de notificación en los ramos y territorios que señale el acuerdo respectivo, a efecto de agilizar procedimientos y efectuar las notificaciones en el plazo señalado en la ley.
p) Organizar sistemas de recepción de demandas para los ramos y territorios que se señalen en el acuerdo correspondiente, con el objeto de garantizar una equitativa distribución de trabajo entre los tribunales respectivos. La distribución deberá hacerse dentro de las 24 horas de recibida la demanda.
q) Las demás que le asignen otras leyes.

### Funciones jurisdiccionales
La función jurisdiccional se ejerce con exclusividad absoluta por la Corte Suprema de Justicia y por los demás tribunales establecidos por la ley, a los cuales corresponde la potestad de juzgar y promover la ejecución de lo juzgado. 
La justicia es gratuita e igual para todos, salvo lo relacionado con las costas judiciales, según la materia en litigio. Toda persona tiene libre acceso a los tribunales para ejercer sus acciones y hacer valer sus derechos de conformidad con la ley.
Las funciones jurisdiccionales propias de la Corte Suprema de Justicia o de la Cámara respectiva:
a) Conocer de los recursos de casación en los casos que procedan, según la ley.
b) Conocer en segunda instancia, de las resoluciones que establezca la ley.
c) Conocer de los antejuicios contra los magistrados y jueces, tesorero general de la nación y viceministros de Estado cuando no estén encargados de la cartera.
Para el efecto tendrá la facultad de nombrar juez pesquisidor, que podrá ser uno de los magistrados de la propia Corte Suprema, de la corte de apelaciones o el juez de primera instancia más inmediato. Si el pesquisidor se constituye en la jurisdicción del funcionario residenciado o la corte misma así lo dispone, dicho funcionario deberá entregar el mando o empleo en quien corresponda durante el tiempo que tarde la indagación y la Corte Suprema de Justicia o la cámara respectiva resuelve lo conveniente. Una vez declarado que ha lugar a formación de causa el funcionario queda suspenso en el ejercicio de su cargo y se pasarán las diligencias al tribunal que corresponda, para su prosecución y fenecimiento. Los antejuicios de que conozca la Corte Suprema de Justicia terminarán sin ulterior recurso.
d) Velar porque la justicia sea pronta y cumplidamente administrada y dictar providencias para remover los obstáculos que se opongan.

### Presupuesto y su formulación
En las funciones podemos ver que es atribución de la Corte Suprema de Justicia formular el presupuesto del Ramo; para el efecto, se le asigna una cantidad no menor del dos por ciento (2%) del Presupuesto de Ingresos Ordinarios del Estado, que deberá entregarse a la Tesorería del Organismo Judicial cada mes en forma proporcional y anticipada por el órgano correspondiente. Para el ejercicio fiscal 2013 el Presupuesto Ordinario de Ingresos y Egresos asciende a Q. 1,469,988,950.00.
Son fondos privativos del Organismo Judicial los derivados de la Administración de Justicia y su inversión corresponde a la Corte Suprema de Justicia. El Organismo Judicial deberá publicar anualmente su presupuesto programático y deberá informar al Congreso de la República cada cuatro meses acerca de los alcances y de la ejecución analítica del mismo.

## Historia
Guatemala tiene un sistema democrático y republicano, fundamentalmente en la base del derecho escrito. Los poderes que conforman el Estado son Ejecutivo, Legislativo y Judicial. El núcleo del funcionamiento del sistema judicial son las leyes y procedimientos que están incorporados en la Constitución Política, la Ley del Organismo Judicial y los Códigos Civil, Procesal Civil, Procesal Penal y Penal, entre otros.
La primera Constitución de Guatemala corresponde a la de la República Federal de Centro América y fue decretada el 22 de noviembre de 1824, por la Asamblea Nacional Constituyente y contemplaba la integración de la Corte Suprema de Justicia Federal con siete magistrados propietarios y tres suplentes, elegidos por la Cámara de Senadores. Al mismo tiempo el actual territorio del país, formaba el Estado de Guatemala dentro de la república federal, la constitución del estado fue promulgada el 11 de octubre de 1825 y en esta el poder judicial del estado estaba regido por una Corte Superior de Justicia integrada por no menos de seis y no más de nueve magistrados y cuatro o cinco suplentes, elegidos por el pueblo por medio de electores por cada departamento del estado.
El 15 de agosto de 1848 se formó una Asamblea Nacional Constituyente de Guatemala. El Acta Constitutiva del 19 de octubre de 1851 establecía que por esta única vez la Asamblea elegiría al Presidente de la República y a los Magistrados de la Corte Suprema de Justicia.
El 29 de enero de 1855 fue reformada el Acta Constitutiva y el presidente de la República, general Rafael Carrera, adquirió la facultad de nombrar a los Magistrados y Jueces, los cuales permanecían en el ejercicio de sus cargos mientras durara su buen funcionamiento.
El 9 de noviembre de 1878 se integró una nueva Asamblea Nacional Constituyente y proclamó la Constitución de 1879. En esta correspondía al Poder Legislativo nombrar al Presidente del Poder Judicial, a los Magistrados de la Corte Suprema de Justicia y a los Magistrados Propietarios y Suplentes de la Corte de Apelaciones. El Congreso tenía la potestad de removerlos de sus cargos en caso de mala conducta, negligencia o ineptitud debidamente comprobada. Se menciona que la Corte Suprema de Justicia será presidida por un Presidente y no por un Regente, como indicaban las Constituciones anteriores. Bajo esa ley los miembros del Poder Judicial pierden el derecho de antejuicio que anteriores Constituciones le otorgaron, además, correspondía al Ejecutivo hacer la distribución de los Magistrados Propietarios y Suplentes y Fiscales de la Corte de Apelaciones entre las Salas respectivas.
El 5 de noviembre de 1887 fueron reformados algunos artículos de esta Constitución. Se establecía que por esa vez el Poder Legislativo nombraría a los miembros del Poder Judicial, pero en los períodos subsiguientes tanto el presidente, los magistrados y fiscales de los Tribunales de Justicia serían designados por medio de una elección directa. Una segunda reforma se realizó por el Decreto del 20 de diciembre de 1927, expresándose que el presidente y Magistrados de la Corte Suprema de Justicia gozan del Derecho de Antejuicio.
El 15 de mayo de 1935, el entonces Presidente de la República, General Jorge Ubico, propuso a la Asamblea Legislativa la necesidad de reformar la Constitución para alargar su período y entre las reformas se incluía otorgar al Poder Legislativo la facultad de nombrar el presidente y a los Magistrados de la Corte de Apelaciones; asimismo el Congreso podía remover a éstos por las causas de mala conducta, negligencia e ineptitud comprobadas y de acuerdo a la ley.
El General Ubico expuso que las reformas eran necesarias porque según él imposibilitaban al Ejecutivo para proceder con la actividad y energía que ciertos casos demandan, a la depuración indispensable del Organismo Judicial.
El 10 de enero de 1945, la Junta de Gobierno convocó a la Asamblea Nacional Constituyente para la elaboración de una nueva Constitución, la que fue decretada el 11 de marzo de 1945. Estipula que los miembros del Organismo Judicial son nombrados por el Organismo Legislativo, el que tiene facultad para removerlos en casos de mala conducta, negligencia e ineptitud debidamente comprobada con apego a la ley, estableciéndose que el presidente del Organismo Judicial y Magistrados de la Corte Suprema de Justicia gozan del derecho de antejuicio. 
En el año 1954 se convocó a otra Asamblea Constituyente que promulgó la Constitución que entró en vigor el 1 de marzo de 1956. En ésta se reguló que las autoridades del Organismo Judicial serían nombradas por el Organismo Legislativo. Es facultad de la Corte Suprema de Justicia nombrar a los Jueces de Primera Instancia y a los de Paz, así como trasladarlos o removerlos del cargo; sin embargo, el presidente del Organismo Judicial y los magistrados gozan de antejuicio. 
El 5 de mayo de 1966 entró en vigencia una nueva Constitución que normaba el nombramiento de los miembros del Organismo Judicial, o sea, el presidente y Magistrados de la Corte Suprema de Justicia, en la que se estipula que éstos serían nombrados por el Congreso. Su remoción se regulaba en la misma forma, o sea, por delito, mala conducta e incapacidad manifiesta con el voto de las dos terceras partes de los diputados.
En 1985 se decretó una nueva Constitución que entró en vigor el 14 de enero de 1986. En los Artículos comprendidos del 203 al 222 se regula lo concerniente a la elección de los Magistrados de la Corte Suprema de Justicia, Magistrados de Apelaciones, de Primera Instancia y de Paz. En términos generales todo lo referente al Organismo Judicial.
Esta Constitución introdujo la modalidad en relación con los Jueces, Magistrados de la Corte Suprema y de Apelaciones que duran cinco años en sus funciones, pudiendo ser reelectos los segundos y nombrados los primeros. Asegura que los Magistrados no podrán ser removidos ni suspendidos, sino en los casos y con las formalidades que disponga la ley. Los Jueces de Instancia siempre fueron removidos discrecionalmente, no así los Magistrados que tenían prerrogativas especiales.
Actualmente, el Sistema de Justicia en Guatemala está integrado de la siguiente forma:
1. El Organismo Judicial, incluye a la Corte Suprema de Justicia, Tribunales de Apelaciones, y otros órganos colegiados de igual categoría, Juzgados de Primera Instancia y Juzgados de Paz. La Corte Suprema de Justicia es el tribunal de mayor rango y tiene la responsabilidad de la administración del Organismo Judicial, incluyendo la labor de presupuesto y los recursos humanos.
2. La Corte de Constitucionalidad es el máximo tribunal en materia constitucional.
3. El Ministerio Público, dirigido por el fiscal general de la Nación, ejercita la acción penal con exclusividad y dirige la investigación penal.
4. El procurador general de la Nación es el representante y asesor jurídico del Estado. El procurador de los Derechos Humanos es el delegado del Congreso de la República y su función es promover y velar por el respeto y defensa de los derechos humanos.
5. El Ministerio de Gobernación es el responsable de la seguridad ciudadana, la administración del sistema penitenciario y de la Policía Nacional Civil.
6. El Instituto de Defensa Pública Penal (IDPP) apoya a la ciudadanía proporcionando asistencia legal en forma gratuita.
7. Otras entidades vinculadas al sector de justicia son el Colegio de Abogados y Notarios y las facultades de derecho de las universidades del país.

El miércoles  26 de noviembre de 2014 tomaron posesión de sus cargos los nuevos trece magistrados de la Corte Suprema de Justicia y fueron juramentados ante el Congreso de la República, por el presidente del Legislativo Lic. Arístides Crespo Villegas y estos a su vez juramentaron a los Magistrados de la Corte Apelaciones y eligieron entre ellos al Presidente de la Corte Suprema de Justicia, siendo electo el Dr. Josué Felipe Baquiax Baquiax , Magistrado Vocal VI para el período 2014-2015.
El sábado 12 de octubre de 2019, Silvia Valdés asumió la presidencia de la Corte, mientras que los magistrados continuaron en su puesto a pesar del vencimiento de su periodo constitucional, debido a que todavía no habían sucesores porque el Congreso no los había elegido, situación que hasta noviembre de 2023 seguía manteniéndose. El atraso de la elección se debió a recursos legales que candidatos interpusieron en contra del proceso en 2019, una resolución de la Corte de Constitucionalidad permitió a los magistrados seguir en funciones mientras continuaba el proceso de elección de los sucesores, en febrero de 2020 cuando se comenzaban a integrar las listas por parte de las Comisiones de Postulación se conoció que miembros de estas y algunos candidatos se reunieron con el operador político Gustavo Alejos, que guardaba libertad condicional por casos de corrupción en su contra, esto fue presentado por el Ministerio Público y la Fiscal General presentó un recurso ante la corte constitucional para evitar que los diputados eligieran de dichas listas, el amparo se otorgó en mayo de 2020 pero en su parte resolutiva ordenaba a los diputados a votar «a viva voz» y estos usaron como pretexto que se tardarían muchos años en elegirlos. En todas las sesiones de 2020, 2021, 2022 y parte de 2023 se agendó la elección de los nuevos magistrados, pero nunca llegaban a ese punto. El 6 de noviembre de 2023 la Corte de Constitucionalidad ordenó elegir a los magistrados y les permitió usar el sistema votación usada comúnmente.

## Composición
La Corte Suprema de Justicia está integrada por 13 magistrados (Arto. 214 CPR), quienes son electos por el Congreso de la República para un período de cinco años. Los magistrados son electos entre los abogados candidatos que llenan los requisitos establecidos por la ley (Arto. 207 CPR), y la elección la realiza la Comisión de Postulación, conformada por honorables abogados guatemaltecos (Arto. 208, 215 CPR).
Los magistrados de la Corte Suprema de Justicia eligen entre ellos al Presidente, quien permanece en el cargo por un año. El Presidente del Organismo Judicial es también Presidente de la Corte Suprema de Justicia, cuya autoridad se extiende a todos los juzgados y tribunales del país.
En la Corte Suprema de Justicia se tramitan y resuelven los recursos de casación que se plantean contra las resoluciones de las Salas de Apelaciones, así como las acciones de amparo en Primera Instancia y exhibición personal. Son los magistrados de la Corte Suprema de Justicia quienes tienen a su cargo el estudio y resolución de dichos recursos.
Actualmente la Corte Suprema de Justicia está integrada por los siguientes Magistrados:
| Nombre                                | Cargo                 | Inicio en el cargo    | Fin en el cargo | Causa del cese |
| ------------------------------------- | --------------------- | --------------------- | --------------- | -------------- |
| Carlos Rodimiro Lucero Paz            | Magistrado Vocal I    | 13 de octubre de 2024 |                 |                |
| Flor de María García Villatoro        | Magistrada Vocal II   | 13 de octubre de 2024 |                 |                |
| René Guillermo Girón Palacios         | Magistrado Vocal III  | 13 de octubre de 2024 |                 |                |
| Carlos Ramiro Contreras Valenzuela    | Magistrado Vocal IV   | 13 de octubre de 2024 |                 |                |
| Eduardo Adolfo Cárdenas               | Magistrado Vocal V    | 13 de octubre de 2024 |                 |                |
| Claudia Lucrecia Paredes Castañeda    | Magistrada Vocal VI   | 13 de octubre de 2024 |                 |                |
| Igmaín Galicia Pimentel               | Magistrado Vocal VII  | 13 de octubre de 2024 |                 |                |
| Flor de María Gálvez Barrios          | Magistrada Vocal VIII | 13 de octubre de 2024 |                 |                |
| Teodulo Ildefonso Cifuentes Maldonado | Magistrado Vocal IX   | 13 de octubre de 2024 |                 |                |
| Luis Mauricio Corado Campos           | Magistrado Vocal X    | 13 de octubre de 2024 |                 |                |
| Clemen Vanessa Juárez Midence         | Magistrada Vocal XI   | 13 de octubre de 2024 |                 |                |
| Gustavo Adolfo Morales Duarte         | Magistrado Vocal XII  | 13 de octubre de 2024 |                 |                |
| Jenny Noemí Alvarado Teni             | Magistrada Vocal XIII | 13 de octubre de 2024 |                 |                |

## Cámaras de la Corte Suprema de Justicia
La cámara se define como un tribunal colegiado, integrado por cuatro magistrados de la Corte Suprema de Justicia, su función es conocer, analizar, discutir y resolver los recursos que de conformidad con la ley son de su competencia. 
- La Cámara Civil: Es un órgano que conoce de asuntos relacionados con Derecho Civil (casación, dudas de competencia, apelaciones, recursos de responsabilidad, de cuentas, contencioso administrativo).

- La Cámara Penal: Conoce los asuntos relacionados al Derecho Penal (casaciones penales, prórrogas de prisión, dudas de competencia de juzgados penales, apelaciones de recursos penales).

- La Cámara de Amparo y Antejuicio: Es una acción procesal de rango constitucional que se presenta para resarcir un derecho violado, todos los derechos constitucionales inherentes a la persona humana, antejuicio es el privilegio que la ley concede a algunos funcionarios para no ser enjuiciados criminalmente, sin que antes la autoridad distinta al juez declare si ha lugar a formación de causa.

## Presidente de la Corte Suprema de Justicia
El Presidente de la Corte Suprema de Justicia es el funcionario de mayor jerarquía dentro del Organismo Judicial, aún más que los magistrados de la misma Corte, y su autoridad se extiende a los tribunales de toda la República. 

### Elección
Los magistrados de la Corte Suprema de Justicia eligen, entre sus miembros, con el voto favorable de las dos terceras partes más uno (lo cual significa con el voto de 9 magistrados de los 13 que componen la Corte Suprema de Justicia (Organismo Judicial)), al Presidente de la misma, el que durará en sus funciones un año y no podrá ser reelecto durante su período como presidente. Su período empezará el 13 de octubre del año en que es elegido y terminará el 12 de octubre del próximo año, para poder dar el traspaso a su sucesor.

### Vacancia
En caso de falta temporal del Presidente del Organismo Judicial o cuando a la ley no pueda actuar o conocer, en determinados casos, lo sustituirán los demás magistrados de la Corte Suprema de Justicia en el orden de su designación.
Si la ausencia fuere definitiva, la Corte Suprema de Justicia al quedar nuevamente integrada con nueve miembros con el magistrado electo por el Congreso de la República, se procederá a elegir entre sus miembros al Presidente de la Corte Suprema de Justicia y del Organismo Judicial, quien fungirá hasta la conclusión del período.

## Magistrados de la Corte Suprema de Justicia
Los Magistrados de la Corte Suprema de Justicia son los funcionarios y magistrados de más alta jerarquía dentro del Organismo Judicial. La Corte Suprema de Justicia está formada por 13 magistrados, incluyendo a su Presidente. El número de magistrados está determinado por la Constitución Política de la República y su Ley Orgánica (Dto. 2-89 del Congreso de la República).

### Elección
Los magistrados de la Corte Suprema de Justicia serán electos por el Congreso de la República de Guatemala para un período de cinco años, de una nómina de 26 candidatos propuestos por una Comisión de Postulación integrada por un representante de los rectores de cada universidad del país, quien la preside, los decanos de las facultades de Derecho o Ciencias Jurídicas y Sociales de cada universidad del país, un números equivalente de representantes electos por la Asamblea General del Colegio de Abogados y Notarios de Guatemala y por igual número de representantes electos por los magistrados titulares de la Corte de Apelaciones y demás tribunales que constituyen el Organismo Judicial.
La elección de candidatos requiere el voto por lo menos las dos terceras partes de los miembros de la Comisión.
En las votaciones tanto para integrar la Comisión de Postulación como para la integración de la nómina de candidatos, no se aceptará ninguna representación.

### Requisitos
Los requisitos para ser magistrado de la Corte Suprema de Justicia, están establecidos en el Arto. 207 y Arto. 216 de la Constitución, los cuales son:
- Ser guatemaltecos de origen;
- Ser de reconocida honorabilidad;
- Estar en el goce de sus derechos ciudadanos;
- Ser abogados colegiados del Colegio de Abogados y Notarios de Guatemala;
- Ser mayor de cuarenta años;
- Debe haber desempeñado un período completo como magistrado de la Corte de Apelaciones, etc.; o
- Haber ejercido la profesión de abogado por más de diez años.
- No tener historial de corrupción.

### Magistrados suplentes
El Arto. 222 de la Constitución establece que los magistrados de la Corte Suprema de Justicia son suplidos, en caso de ausencia, por los magistrados de la Corte de Apelaciones de Guatemala. Conforme lo disponga la Ley del Organismo Judicial siempre que reúnan los mismos requisitos de aquellos, es decir, de los magistrados de la Corte Suprema de Justicia. Los magistrados suplentes serán electos en la misma oportunidad y forma que los titulares y de la misma nómina de los candidatos electos por la Comisión de Postulación para magistrados de apelaciones. 
Cuando por cualquier causa los magistrados suplentes deban integrar en su totalidad la Corte Suprema de Justicia o cualquiera de sus cámaras, elegirán entre ellos a quien deba presidirla en sus funciones específicas, quien no tendrá la calidad de Presidente del Organismo Judicial, ni más funciones administrativas que las derivadas del caso concreto a cuyo conocimiento se circunscribe su actuación.

## Organización
La Corte Suprema de Justicia se organiza en dos grandes áreas las cuales son:
- Área Jurisdiccional (Incluye todo los niveles judiciales).
- Área Administrativa.

La Organización de la Corte Suprema de Justicia se adecua de acuerdo a lo establecido en la Constitución Política de la República de Guatemala, la Ley del Organismo Judicial, Reglamento General de Tribunales y Políticas Internas.

### Área jurisdiccional
- Corte Suprema de Justicia
  - Cámara Civil
  - Cámara Penal
  - Cámara de Amparo y Antejuicio
- Corte de Apelaciones
  - Salas Penales
  - Salas Civiles
  - Salas Regionales Mixtas o Mixtos Departamentales
  - Sala de Familia
  - Salas de Trabajo y Previsión Social
  - Sala de la Niñez y de la Adolescencia
  - Tribunal de Segunda Instancia de Cuentas y Conflictos de Jurisdicción
  - Salas de lo Contencioso-Administrativo
- Juzgados de Primera Instancia
  - Salas de Ejecución Penal
  - Tribunales de Sentencia Penal, Narcoactividad y Delitos Contra el Ambiente
  - Juzgados de Primera Instancia Penal, Narcoactividad y Delitos Contra el Ambiente y Juzgado Delito Fiscal
  - Juzgados de Primera Instancia Civil
  - Tribunales de Sentencia y Juzgados de Instancia Mixtos Departamentales
  - Juzgados de Familia
  - Juzgados de Trabajo y Previsión Social
  - Juzgados de la Niñez y la Adolescencia y de Adolescentes en Conflicto con la Ley Penal y Juzgados de Control de Ejecución de Medidas
  - Juzgados de Primera Instancia de Cuentas
  - Juzgados de Primera Instancia de lo Económico Coactivo
- Juzgados de Paz o Menores
  - Juzgados de Paz Penal y Juzgados de Paz de Falta de Turno
  - Juzgados de Paz Civil y Juzgados de Paz de Móviles
  - Juzgados de Paz Mixtos y Juzgados de Paz Comunitarios (Penales)

### Área administrativa
- Corte Suprema de Justicia
  - Secretaría de la Corte Suprema de Justicia
  - Consejo de la Carrera Judicial
  - Secretaría Ejecutiva del Consejo de la Carrera Judicial
  - Presidencia del Organismo Judicial y de la Corte Suprema de Justicia
    - Asesoría Jurídica
    - Secretaría de la Presidencia
    - Departamento de Comunicación Social
    - Auditoría Interna
    - Supervisión General de Tribunales
    - Archivo General de Protocolos
    - Escuela de Capacitación Institucional/Escuela de Estudios Judiciales
    - Unidad de Información
    - Unidad de la Mujer y Análisis de Género
    - Dirección de Servicios de Gestión Tribunalicia
      - Centro de Servicios Auxiliares de la Admón. de Justicia
      - Centro de Administrativo de Gestión Penal
      - Archivo General de Tribunales
      - Almacén Judicial

    - Unidad de Antecedentes Penales
    - Unidad de Resolución Alternativa de Conflictos
    - Centro Nacional de Análisis y Documentación Judicial
    - Sección de Relaciones Internacionales e Institucionales

  - Gerencia General
    - Equipo Gerencial
      - Centro de Informática y Telecomunicaciones
      - Secretaría de Planificación y Desarrollo Institucional
      - Gerencia de Recursos Humanos
      - Gerencia Financiera
      - Gerencia Administrativa
      - Coordinaciones Regionales

## Recursos jurisdiccionales aplicables
La Corte Suprema de Justicia como máximo tribunal el país le corresponde conocer y decidir sobre diferentes recursos que le asignan la Constitución y leyes nacionales, tales como: 

### Materia de antejuicio

#### Definición
El derecho de antejuicio es la garantía que la Constitución Política de la República o leyes específicas otorgan a los dignatarios y funcionarios públicos de no ser detenidos ni sometidos a procedimiento penal ante los órganos jurisdiccionales correspondientes, sin que previamente exista declaratoria de autoridad competente que ha lugar a formación de causa, de conformidad con las disposiciones establecidas en la ley que regula dicha materia. El antejuicio es un derecho inherente al cargo, inalienable, imprescriptible e irrenunciable.
El derecho de antejuicio termina cuando el dignatario o funcionario público cesa en el ejercicio del cargo, y no podrá invocarlo en su favor aun cuando se promueva por acciones sucedidas durante el desempeño de sus funciones.

#### Competencia
La Corte Suprema de Justicia tiene la competencia de conocer y resolver el antejuicio en contra de los siguientes dignatarios y funcionarios:
a) Diputados del Congreso de la República;
b) Diputados del Parlamento Centroamericano;
c) Secretario general, inspector general del Tribunal Supremo Electoral y director general del Registro de Ciudadanos;
d) Viceministros de Estado cuando no estén encargados del Despacho;
e) Superintendente de Bancos y el Intendente de Verificación Especial de la Superintendencia de Bancos;
f) Magistrados de las Salas de la Corte de Apelaciones;
g) Jueces;
h) Fiscales de Distrito y Fiscales de Sección del Ministerio Público;
i) Candidatos a Presidente y Vicepresidente de la República;
j) Tesorero general de la Nación;
k) El contralor general de Cuentas;

#### Proceso previo
Este previo paso es aplicable a todo los procedimientos para conocer un antejuicio por parte de los órganos competentes, tales como: el Congreso de la República, la Corte Suprema de Justicia y las Salas de la Corte de Apelaciones. 
Cuando un juez competente tenga conocimiento de una denuncia o querella presentada en contra de un dignatario o funcionario que goce del derecho de antejuicio, según lo estipulado por la ley, se inhibe de continuar instruyendo y en un plazo no mayor de tres días hábiles, eleva el expediente a conocimiento de la Corte Suprema de Justicia para que esta, dentro de los tres días hábiles siguientes de su recepción, lo traslade al órgano que deba conocer del mismo, salvo que ella misma le correspondiere conocer. El juez no podrá emitir en la nota de remesa juicios de valor, ni tipificar el delito.

#### Procedimiento
Cuando la Corte Suprema de Justicia reciba de un juez competente las diligencias de antejuicio que le corresponda conocer, promovidas en contra de un funcionario que goce de aquel derecho, procederá de conformidad con las disposiciones siguientes:
a) Nombramiento de juez pesquisidor. La Corte Suprema de Justicia nombrará un juez pesquisidor entre los magistrados de la misma, de las Salas de la Corte de Apelaciones o a un juez de primera instancia del Ramo Penal.
b) Atribuciones del juez Pesquisidor:
1. Analizará los documentos que se presenten para establecer la realidad y veracidad de los hechos;
2. Tomará declaración del denunciante o querellante así como del dignatario o funcionario público afectado, y efectuará cuanta diligencia estime pertinente.
3. Si de los hechos denunciados existen motivos suficientes para declarar que ha lugar a la formación de causa, deberá emitirse el informe correspondiente;
4. Si se declara con lugar el antejuicio el Juez Pesquisidor remitirá el expediente a la Corte Suprema de Justicia, para que ésta a su vez, lo remita al juez competente;
5. Emitir su dictamen o informe dentro del plazo no mayor de sesenta días.

#### Procedimiento en caso de flagrancia
En caso de ser detenido algún Magistrado del Tribunal Supremo Electoral, Magistrado de la Corte de Constitucionalidad, ministro de Estado, o bien, el procurador de los Derechos Humanos, procurador general de la Nación, fiscal general de la República, presidente del Banco de Guatemala, superintendente de Bancos o intendente de Verificación Especial de la Superintendencia de Bancos, por haber cometido un delito flagrante, inmediatamente la Policía Nacional Civil lo pondrá a disposición de la Corte Suprema de Justicia.

### Recurso de aclaración y ampliación
Cuando los términos de un auto o de una sentencia sean obscuros, ambiguos o contradictorios, puede pedirse que se aclaren. Si se hubiere omitido resolver alguno de los puntos sobre que versare el proceso, podrá solicitarse la ampliación. 
La aclaración y la ampliación debe pedirse dentro de las cuarenta y ocho horas de notificado el auto o la sentencia. El fundamento son los artículos 596 y 597 del Código Procesal Civil y Mercantil. 

### Recurso de amparo

#### Objeto
El amparo protege a las personas contra las amenazas de violaciones a sus derechos o restaura el imperio de los mismos cuando la violación hubiere ocurrido.

#### Competencia
La Corte Suprema de Justicia conoce los amparos en contra de las siguientes instituciones y funcionarios:
a) El Tribunal Supremo Electoral;
b) Los Ministros de Estado o Viceministros cuando actúen como Encargados del Despacho;
c) Las Salas de la Corte de Apelaciones, Cortes Marciales, Tribunales de Segunda Instancia de Cuentas y de lo Contencioso-Administrativo;
d) El Procurador general de la Nación;
e) El Procurador de los Derechos Humanos;
f) La Junta Monetaria;
g) Los embajadores o jefes de Misión Diplomática guatemaltecos acreditados en el extranjero;
h) El Consejo Nacional de Desarrollo Urbano y Rural.
Según el Acuerdo 1-2013 de la Corte de Constitucionalidad, el Pleno de la Corte, conoce los amparos contra los órganos de los literales a, b, d, e, f, g, y h. Mientras que la Cámara de Amparo y Antejuicio conoce contra aquellos estipulados en la literal c.

### Recurso de casación

#### Definición
Es un recurso extraordinario que se interpone ante la Corte Suprema de Justicia, Cámara Civil o Penal, por motivos taxativos establecidos en la ley, para que examine y juzgue sobre el juicio de derecho contenido en sentencia definitiva de los tribunales de segunda instancia, o sobre la actividad realizada en el proceso, a efecto que se mantenga la exacta observancia de la ley por parte de los tribunales de justicia. Contra este recurso aplica el recurso de aclaración y ampliación (civil),  recurso de reposición (civil), la revisión (penal) y el recurso de amparo.
El fundamento constitucional de este recurso son los artículos 18, 211, 220, 221, 266 y literal d del 272.

##### Casación civil
En este recurso de tipo civil, los directa y principalmente interesados en un proceso, o sus representantes legales, tienen derecho de interponerlo ante el alto tribunal. Además, sólo procede contra las sentencias o autos definitivos de Segunda Instancia no consentidos expresamente por las partes, que terminen los juicios ordinarios de mayor cuantía.
La casación procede, por motivos de fondo y de forma. Aunque también existe otra llamada casación de laudos arbitrales. El fundamento de este recurso se encuentra a partir del artículo 619 al 635 del Código Procesal Civil y Mercantil, Decreto Ley 107. 

##### Casación penal
Este recurso de tipo penal procede contra las sentencias emitidas por las salas de la Corte de Apelaciones y de los procesos de revisión. También conoce en los demás casos señalados por el Código Procesal Penal, Decreto Legislativo 51-92.
El recurso de casación puede ser de forma o de fondo. Es de forma, cuando verse sobre violaciones esenciales del procedimiento. Es de fondo, si se refiere a infracciones de la ley que influyeron decisivamente en la parte resolutiva de la sentencia o auto recurridos. El fundamento de este recurso se encuentra en los artículos 50 y a partir del 437 al 452 del Código Procesal Penal.

### Recurso de exhibición personal

#### Definición
Quien se encuentre ilegalmente preso, detenido o cohibido de cualquier otro modo en el goce de su libertad individual, amenazado de la pérdida de ella, o sufriere vejámenes, aun cuando su prisión o detención fuere fundada en ley, tiene derecho a pedir su inmediata exhibición ante los tribunales de justicia, ya sea con el fin de que se le restituya o garantice su libertad, se hagan cesar los vejámenes o termine la coacción a que estuviere sujeto.

#### Competencia
La competencia de los tribunales para la exhibición personal se rige de conformidad con lo dispuesto para los tribunales de amparo, sin embargo, en esta materia, la competencia que corresponde a la Corte de Constitucionalidad pero la ejerce por la Corte Suprema de Justicia.

### Recurso de reposición
Los litigantes pueden pedir la reposición de los autos originarios de la Sala, dentro de las veinticuatro horas siguientes a la última notificación. Procede asimismo la reposición contra las resoluciones de la Corte Suprema de Justicia que infrinjan el procedimiento de los asuntos sometidos a su conocimiento, cuando no se haya dictado sentencia. El fundamento es el artículo 600 del Código Procesal Civil y Mercantil.

### Recurso de revisión
La revisión para perseguir la anulación de la sentencia penal ejecutoriada, cualquiera que sea el tribunal que la haya dictado, aún en casación, sólo procede en favor del condenado a cualquiera de las penas previstas para los delitos o de aquel a quien se le hubiere impuesto una medida de seguridad y corrección. El fundamento es a partir del artículo 453 al 463 del Código Procesal Penal.